# Andrzej Marusarz
Andrzej Marusarz, né le 3 août 1913 à Zakopane et mort le 5 octobre 1968 dans la même localité, est un skieur polonais, pratiquant le combiné nordique, le saut à ski, le ski de fond et le ski alpin. En dehors du sport, il est également navigateur et a combattu durant la Seconde Guerre mondiale.

## Biographie
Il est le fils de Jędrzej Marusarz Jarząbek, un célèbre guide de haute montagne dans le massif de la Tatra. Dans les années 1930, il est l'un des meilleurs combinés et sauteurs spéciaux de Pologne, souvent associé à son cousin Stanisław Marusarz. Membre du club SN PTT Zakopane, il a participé aux Jeux olympiques de Lake Placid en 1932, où il s'est classé vingt-deuxième lors de l'épreuve de saut spécial et dix-neuvième, sur 33 participants, lors du combiné. À Garmisch-Partenkirchen en 1936, il s'est classé vingt-et-unième en saut spécial et trente-deuxième (sur 46 participants) lors du combiné. Il a participé aux Championnats du monde en 1933, 1934, 1935, 1937 et 1939. Ses meilleures performances aux Championnats du monde eurent lieu à domicile, Zakopane en 1939 : il se classe 4e du combiné, 15e du saut et 55e lors de l'épreuve de 18 km de ski de fond. Il a été deux fois champion de Pologne, en saut spécial en 1938 et en combiné en 1939 ; il a été vice-champion à cinq reprises, dans l'épreuve alpine de descente, en saut spécial, en combiné à deux reprises et en relais 4 × 10 km. Lors de son titre en saut à ski en 1938, il a également battu le record du tremplin au Wielka Krokiew à Zakopane avec un saut de 76,5 mètres.
Pendant la traversée l'océan Atlantique pour les Jeux olympiques de 1932, sur le navire « SS Île de France », il a eu un tel mal de mer qu'il a juré de ne plus remettre les pieds sur un bateau. Le destin en a décidé autrement.
Après l'attaque de la Pologne par l'Allemagne en septembre 1939, Marusarz a fui via la Hongrie, jusqu'en Grèce, où il a embarqué à bord du navire polonais « SS Varsovie ». Le navire a été torpillé au large de Tobrouk (aujourd'hui en Libye) le 26 décembre 1941. Il a survécu au naufrage et a été sauvé. Par la suite, il a navigué durant la guerre sur plusieurs autres navires polonais, et a pris part à la bataille de l'Atlantique, à Mourmansk, à l'opération Torch en Afrique du Nord (1942), à l'opération Husky en Sicile (1943), à l'opération Avalanche en Italie (1943) et à la bataille de Normandie (1944). Il a reçu neuf récompenses militaires polonaises et britanniques.
Après la guerre, il a partagé son temps entre ses activités de moniteur de ski et d'entraîneur à Zakopane au cours de l'hiver, et celles de marin de la marine marchande polonaise pour le reste de l'année. Il est également un guide de montagne dans le massif de la Tatra. En 1954, il s'est sédentarisé et a continué comme guide de montagne et entraîneur dans son club du SN PTT Zakopane. Il est mort d'une insuffisance cardiaque, en 1968, à l'âge de 55 ans.
Andrzej Marusarz est le frère de Jozef Marusarz et le cousin de Stanisław Marusarz, tous deux skieurs olympiques.